# 터우우향

터우우 향의 위치

터우우향(한국어: 두옥향, 중국어: 頭屋鄉, 병음: Tóuwū Xiāng)은 중화민국 먀오리 현의 향이다. 넓이는 52.5046km2이고, 인구는 2015년 8월 기준으로 11,259명이다.

## 교통
- 국도 1호선